# Arrondissement des Cayes
Pour les articles homonymes, voir Cayes (homonymie).
L’arrondissement des Cayes est un arrondissement d'Haïti, subdivision du département du Sud. Il a été créé autour de la ville des Cayes, qui est aujourd'hui son chef-lieu. Il était peuplé par 314 903 habitants en 2009.
L'arrondissement regroupe six communes :
- Les Cayes
- Camp-Perrin
- Chantal
- Maniche
- Île-à-Vache
- Torbeck